# Могилевский, Павел Викторович
Па́вел Ви́кторович Могиле́вский (род. 17 апреля 1980, Волгоград, СССР) — российский футболист, защитник; тренер.

## Биография
Воспитанник волгоградского «Ротора». С 1998 года играл за «Ротор-2», а затем в Премьер-лиге за основную команду, пока она не вылетела в 2004 году. В 2003 году попал в поле зрения главного тренера сборной России Георгия Ярцева.
В последующем играл «Томь», «Содовик», «Ростов», нижегородскую «Волгу» и «Балтику». 19 августа 2010 года вернулся в «Ротор», но по окончании сезона покинул клуб и перешёл в «Луч-Энергию». В Премьер-лиге провёл 106 игр.
14 октября 2011 года на 71-й минуте матча против брянского «Динамо» (0:2) встал на ворота вместо удалённого голкипера Александра Котлярова, так как все замены были к тому времени уже произведены. Пропустил один мяч.
В феврале 2017 года стал старшим тренером «Ротора». После отставки Роберта Евдокимова с поста главного тренера «Ротора», случившейся по завершении заключительного матча летне-осенней части сезона 2018/19, Могилевский занял его должность в качестве исполняющего обязанности. Вернулся к прежней должности после утверждения главным тренером клуба Игоря Меньщикова в январе 2019 года. При этом в весенней части первенства и в начале следующего сезона фактически исполнял обязанности главного тренера, числившись старшим тренером из-за отсутствия необходимой лицензии. 11 сентября 2019 руководство «Ротора» приняло решение о прекращении трудовых отношений в связи с неудовлетворительными спортивными результатами в последних матчах.
Осенью 2020 года находился в расположении клуба «Зенит-Ижевск», но стороны не пришли к договорённости по условиям контракта.
5 октября 2020 года стал главным тренером «Кубани», заключив соглашение до конца сезона 2020/21. 20 июня 2021 года покинул клуб в связи с истечением срока контракта.
В конце июня 2021 года возглавил «Новосибирск», в котором затем работал до завершения сезона 2021/22, после чего было официально объявлено о непродлении контракта с клубом по взаимной договорённости сторон.
31 октября 2022 года стал главным тренером клуба «Форте» (Таганрог).
16 октября 2023 года возглавил академию клуба «Оренбург».

## Личная жизнь
Женат. Жену зовут Татьяна. Имеет троих детей: Анастасию, Артёма и Григория, родившегося 24 июля 2012 года во время матча против команды «Амур-2010».

## Достижения
Игрока
- Победитель Первого дивизиона: 2008
- Победитель Второго дивизиона (2): 2012/13 (зона «Восток»), 2014/15 (зона «Центр»)
- Обладатель Кубка ФНЛ: 2014

Тренера
- Победитель Первенства ПФЛ: 2020/21 (группа 1)
  - Лучший тренер месяца в группе 1 ПФЛ: март, май